# Alicún de Ortega
Alicún de Ortega, o simplemente Alicún, es una localidad y municipio español situado en la parte nororiental de la comarca de Los Montes, en la provincia de Granada, comunidad autónoma de Andalucía. Limita con los municipios granadinos de Dehesas de Guadix, Pedro Martínez y Alamedilla; y con el municipio jienense de Quesada. Cuenta con una población de 454 habitantes (INE 2024). Por su término discurre el río Guadahortuna.
El municipio alicunero es una de las ocho entidades que componen la Mancomunidad del Mencal, y comprende únicamente el núcleo de población de Alicún de Ortega.

## Toponimia
Algunos estudios identifican Alicún con el romano Acatucci y de ahí al nombre visigodo Agatucia para en la Edad Media evolucionar al árabe andalusí al-liqum que significa fuente termal.
Desde el siglo XVI el añadido de Ortega se debe a Martín de Ortega y de los Cobos, que fue el I señor de Alicún de Ortega. Era hijo de Antonio Ortega Porcel y Valencia, que era caballero veinticuatro de Úbeda, y de Beatriz Vela de los Cobos.

## Naturaleza
Alicún de Ortega se extiende por las últimas laderas al este de los Montes Orientales y por el valle del río Guadahortuna, en las inmediaciones del río Fardes antes de desembocar en el río Guadina Menor.
Se encuentra dentro del Geoparque de Granada.

## Historia
Lo estudios arqueológicos señalan que el actual enclave del municipio ha estado habitado desde la prehistoria. Se han hallado restos pertenecientes al Neolítico, la cultura del Argar, iberos, la Hispania romana y árabes y castellanos en la Edad Media. Varias fuentes identifican Alicún de Ortega con la mansio romana de Acatucci nombrada en el itinerario Antonio de una calzada romana que comunicaba Cástulo con Acci. Esta hipótesis se apoya en que es el itinerario descrito en varios episodios históricos. Fue seguido por los Omeyas desde Mengibar a Tíjola pasando por Tíscar y Guadix en su represión a la cora de Tudmir así como por Alfonso VII en 1147 de camino a Almería.
En el siglo VII se trata de un asentamiento rural en ladera y en relación con las explotaciones mineras de gran importancia en esta zona de Granada señalar que existían vetas de hierro y plata. La población permanece en época emiral al convertirse se en un hisn importante de la zona. En el siglo IX es una de las poblaciones en auge, como Baza y Orce y en detrimento de las antiguas poblaciones hispano romanas que se abandonaron en este periodo. Se menciona en el siglo XIII por el historiador al-Hulal al-Mausiyya como uno de los pasos de Alfonso I de Aragón en su expedición militar en 1126.
La victoria castellana en el castillo de Alicún de Ortega en 1315 dio lugar a la toma de los castillos de Cambil y Alhabar, aunque años después y por la guerra civil castellana retornaron a manos de los nazaríes. Hay crónicas de 1318 en relación con la incursión del infante Don Pedro con sus almorávides en Alicún de Ortega. Desde el Pacto de Jaén se sitúa en los territorios de la frontera norte del reino Nazarí. Cambió de manos y estuvo asolada por las incursiones de castellanos y moros. Finalmente fue tomada en 1489 durante la guerra de Granada, con el la conquista de Guadix, Baza y Almería.
Tras la toma de Granada por los Reyes Católicos, Alicún de Ortega, al igual que muchas localidades vecinas, pasó a manos de una familia de terratenientes, en este caso de Úbeda. Martín Alfonso de Ortega y Ortega compró en el siglo XVI el cortijo de Alicún para su hijo Antonio de Ortega y Molina que era canónigo maestro de escuela en Guadix. Martín Alfonso de Ortega y Ortega había sido un militar y político muy destacado en el ámbito de la Guerra de Granada. Había sido conquistador de los castillos de Solera, comendador de la Orden de Santiago, regidor perpetuo de Úbeda y persona de confianza de Beltrán de la Cueva, alcaide del castillo de Albunquerque en Huelma además de guarda personal de Enrique IV, así como consejero de guerra de los Reyes Católicos.
A mediados del siglo XVIII Alicún de Ortega era una villa del partido de Guadix en el Reino de Granada. Contaba con cuarenta y tres vecinos y era de señorío ya estaba bajo la jurisdicción del II Conde Guadiana, que también era Señor de Lopera.
En 1898 se inauguró la estación de Cabra del Santo Cristo-Alicún, dentro de la línea Linares-Almería, ideada para principalmente el tráfico de mercancías entre la distrito minero de Linares-La Carolina y el puerto de Almería, que sigue en servicio en la actualidad.
A partir de la segunda mitad del siglo XX la caída de los rendimientos de las tierras de labor y la emigración a los centros industriales y turísticos de España y Europa Central dieron lugar a la despoblación de las poblaciones de la comarca de Los Montes.

## Geografía

### Situación
| Noroeste: Alamedilla | Norte: Alamedilla y Dehesas de Guadix (por enclave) | Noreste: Quesada (prov. Jaén) |
| Oeste: Alamedilla    | Puntos cardinales                                   | Este: Dehesas de Guadix       |
| Suroeste: Alamedilla | Sur: Alamedilla, Pedro Martínez y Dehesas de Guadix | Sureste: Dehesas de Guadix    |

## Demografía
Alicún de Ortega cuenta con una población de 454 habitantes (INE 2024).
| Gráfica de evolución demográfica de Alicún de Ortega entre 1842 y 2021 |
| |
| Población de derecho según los censos de población del INE Población de hecho según los censos de población del INEEn 1857 disminuye el término del municipio porque independiza a Dehesas de Guadix |

## Administración y política
Los resultados en Alicún de Ortega de las últimas elecciones municipales, celebradas en mayo de 2023, son:
| Elecciones Municipales - Alicún de Ortega (2023) | Elecciones Municipales - Alicún de Ortega (2023) | Elecciones Municipales - Alicún de Ortega (2023) | Elecciones Municipales - Alicún de Ortega (2023) | Elecciones Municipales - Alicún de Ortega (2023) |
| Partido político                                 | Partido político                                 | Votos                                            | Votos                                            | Concejales                                       |
| ------------------------------------------------ | ------------------------------------------------ | ------------------------------------------------ | ------------------------------------------------ | ------------------------------------------------ |
|                                                  | Partido Socialista Obrero Español (PSOE)         | 191                                              | 53,5 %                                           | 5                                                |
|                                                  | Partido Popular (PP)                             | 67                                               | 18,76 %                                          | 1                                                |
|                                                  | Ciudadanos (Cs)                                  | 66                                               | 18,48 %                                          | 1                                                |
|                                                  | Izquierda Unida (IU)                             | 33                                               | 9,52 %                                           | 0                                                |

## Cultura

### Patrimonio material
- Castillo del cerro de Alicún, declarado Bien de Interés Cultural.
- Ermita de San Roque.
- Iglesia de Nuestra Señora de la Anunciación.
- Buril en sílex del periodo auriñaciense depositado en el Museo Arqueológico y Etnológico de Granada.[12]

Es la única localidad de la ruta del Fardes que no tiene, ni ha tenido nunca, casas cueva.

### Patrimonio inmaterial
- Hermandad de las Ánimas. Antigua tradición de la Hermandad de las Ánimas Benditas en la que el 25 de diciembre de todos los años sale un grupo de cofrades cantando salmodias antiguas y recolectando por las casas del pueblo. Con todo lo recogido, el 1 de enero se lleva a cabo una rifa, convirtiendo todo lo recogido en dinero. Es una celebración muy popular en el municipio y en otras regiones del sur del país.
- Romería en honor a la Virgen de Fátima: Fiesta Popular celebrada entre 12 y 13 de mayo en la cual se traslada la virgen a "estepa" y el segundo día es regresada a la iglesia. Durante esos dos días se lleva a cabo una verbena y el 13 una comida popular.
- Fiestas en honor a San Roque: Se celebran desde el 14 al 17 de agosto donde el primer día comienza con la charanga y ruta de la tapa,el segundo día tiene lugar el castillo de fuegos artificiales y la coronación de la reina de las fiestas, el tercer día se lleva a cabo la procesión de San Roque y, finalmente, el último día tiene lugar la entrega de premios

### Gastronomía
Los platos más destacados de Alicún de Ortega son los andrajos, las migas y las gachas. Entre los postres, sobresalen los roscos de vino, los alfajores o las tortas de leche.